# Norman Robert Pogson
| Odkryte planetoidy: 8 | Odkryte planetoidy: 8 |
| --------------------- | --------------------- |
| (42) Isis             | 23 maja 1856          |
| (43) Ariadne          | 15 kwietnia 1857      |
| (46) Hestia           | 16 sierpnia 1857      |
| (67) Asia             | 17 kwietnia 1861      |
| (80) Sappho           | 2 maja 1864           |
| (87) Sylvia           | 16 maja 1866          |
| (107) Camilla         | 17 listopada 1868     |
| (245) Vera            | 5 lutego 1885         |

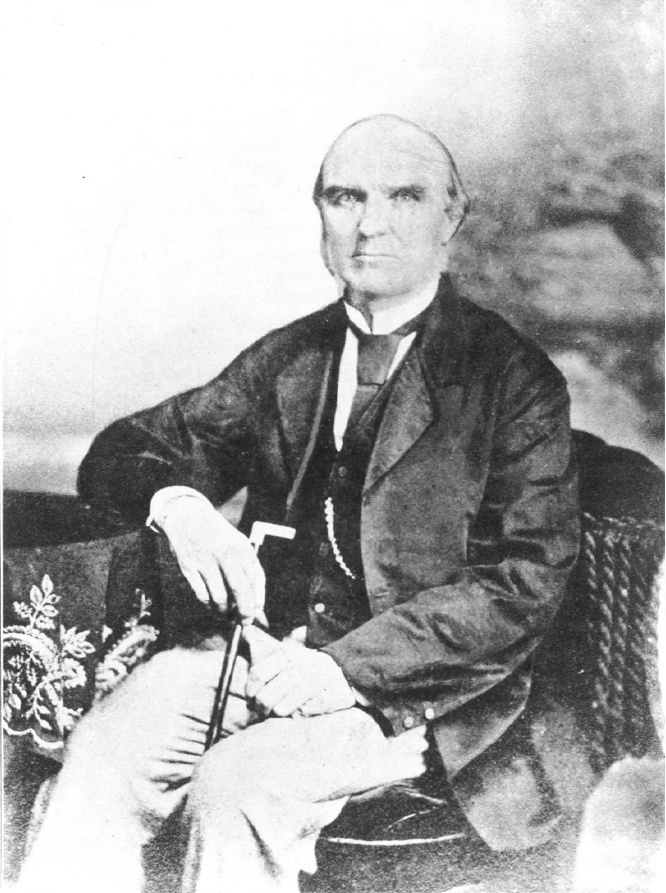
Norman Robert Pogson

Norman Robert Pogson (ur. 23 marca 1829 w Nottingham, zm. 23 czerwca 1891 w Madrasie) – angielski astronom, odkrywca 8 planetoid.

## Życiorys
Od wczesnych lat interesował się astronomią, już w wieku 18 lat obliczył orbity dwóch komet. W 1851 został asystentem w obserwatorium George’a Bishopa w Regent’s Park w Londynie, a wkrótce potem asystentem w Radcliffe Observatory przy Uniwersytecie Oksfordzkim. W 1859 opuścił obserwatorium, gdyż otrzymał stanowisko dyrektora w prywatnym Hartwell Observatory. Na początku 1861 przeniósł się do Madrasu, gdzie rozpoczął pracę w tamtejszym obserwatorium. Odkrył tam pięć planetoid i osiem gwiazd zmiennych. Przez wiele lat pracował także nad rewizją Madras Catalogue Taylora zawierającego opis ponad 11 tysięcy gwiazd oraz nad własnym atlasem gwiazd zmiennych, żadnej z tych pracy nie udało mu się jednak ukończyć za życia. Łącznie skatalogował około 60 tysięcy gwiazd na podstawie własnych obserwacji.
Jego najważniejszym dokonaniem była obserwacja, iż w systemie wielkości gwiazdowej wprowadzonym przez Hipparchosa gwiazdy pierwszej wielkości są około 100 razy jaśniejsze od gwiazd szóstej wielkości. Obliczył, że dla gwiazd różniących się o jedną wielkość gwiazdową czynnik ten, zwany czynnikiem Pogsona, wynosi 1001/5, czyli w przybliżeniu 2,512.
Łącznie odkrył 8 planetoid. Odkrył także 21 gwiazd zmiennych. Był kierownikiem obserwatorium w Madrasie przez 30 lat aż do śmierci.
Jego imieniem nazwano planetoidę (1830) Pogson oraz krater Pogson na Księżycu.